# Александров, Евгений Всеволодович
Евге́ний Все́володович Алекса́ндров (1921, Тбилиси — ?) — советский учёный-физик, изобретатель, специалист в области теории удара.

## Биография
Родился в Тбилиси. Окончил Тбилисский политехнический институт. Работал в лаборатории удара и вибрации Института горного дела имени А. А. Скочинского. Занимаясь там экспериментальной проверкой изменчивости коэффициентов восстановления самых разнообразных материалов, выявил противоречие с представлениями классической механики.
Сделал открытие в области передачи энергии при упругом ударе. Рост коэффициента передачи энергии при упругом ударе при увеличении отношения масс соударяющихся тел ограничен критическим значением этого отношения. При отношении масс соударяющихся тел, больших критического значения, коэффициент передачи энергии определяется лишь критическим значением отношения их масс, которое зависит от свойств и конфигурации соударяющихся тел. Открытие внесено в Государственный реестр открытий СССР 18 декабря 1962 г. за № 13 c приоритетом от 30 октября 1957 года>.
Бесспорной заслугой советского учёного следует признать существенную теоретическую поправку к классическим представлениям, безраздельно господствовавшим три столетия, несмотря на неоднократные попытки поколебать их. Была окончательно выяснена — как теоретически, так и экспериментально — физическая сущность поведения соударяющихся тел. Что же касается злополучного коэффициента восстановления скорости, то он, по словам самого автора, при упругом ударе зависит от формы соударяющихся тел и соотношения их масс.Лев Бобров, «По следам сенсаций» 1966
На основе открытия получено более десяти авторских свидетельств о создании машин ударного действия (отбойные молотки, перфораторы, рубильные молотки) с облегчёнными в 2-4 раза молотками. Открытие используется в машине для скоростной проковки сварных швов для повышения качества, бурильных машинах, ударных приводах.
В 1970 году открытие № 13 оказалось в центре внимания кинематографистов со студии «Центрнаучфильм», создавших фильм «Открытие профессора Александрова» (режиссёр В. Цукерман).